# Affrontements frontaliers arméno-azerbaïdjanais de 2012
- Territoire contrôlé par le Haut-Karabagh
- Territoire revendiqué par le Haut-Karabagh mais contrôlé par l'Azerbaïdjan

Conflit frontalier au Haut-Karabagh
Batailles
- Guerre de 1988-1994
- Affrontements de Mardakert de 2008
- Affrontements de 2010
- Affrontements de Mardakert de 2010
- Affrontements de 2012
- Affrontements de 2014
- Destruction d'un hélicoptère en 2014
- Guerre d'Avril
- Affrontements de 2018
- Affrontements de juillet 2020
- Guerre de 2020
- Opération Farukh
- Guerre de 2023

Les affrontements frontaliers de 2012 entre les forces armées arméniennes et azerbaïdjanaises ont eu lieu début juin, faisant des victimes des deux côtés.

## Événements
Les premiers affrontements éclatent tôt le 4 juin, au cours desquels trois soldats arméniens sont tués et six autres blessés près des villages de Berdavan et Chinari, dans la province de Tavush. Un communiqué du ministère arménien de la Défense publie le même jour déclare que les soldats sont tombés en repoussant une incursion transfrontalière des forces azerbaïdjanaises dans la région nord de Tavush au cours de laquelle « l'ennemi a été repoussé, faisant des victimes »,.
Le lendemain, quatre soldats azerbaïdjanais sont tués près d'Aşağı Əskipara, dans le raïon Qazakh de l'ouest de l'Azerbaïdjan. Selon le communiqué du ministère arménien de la Défense, ils faisaient partie d'une unité de 15 à 20 soldats ayant tenté d'infiltrer les positions arméniennes à proximité du village de Voskepar, dans la province de Tavish. Une autre fusillade tue un cinquième soldat azerbaïdjanais dans le même district,.
Initialement, l'Azerbaïdjan réfute les allégations de coups de feu à la frontière ou de décès d'Azerbaïdjanais et explique l'incident impliquant la mort de trois soldats arméniens à la suite de « désaccords internes au sein de l'armée arménienne ». Le ministère azerbaïdjanais de la Défense confirmera plus tard que l'escarmouche du 5 juin avait entraîné la mort de cinq soldats azerbaïdjanais, dont quatre pendant l'affrontement, et un cinquième plus tard, abattu depuis une position éloignée. Selon l'Azerbaïdjan, les combats avaient eu lieu à la suite d'un groupe subversif arménien tentant de pénétrer en territoire azerbaïdjanais dans le village d'Asagi Askipara.
Le 6 juin, selon le ministère de la Défense du Haut-Karabakh, des soldats azéris ont tenté de s'infiltrer dans le Haut-Karabakh, près d'Horadiz. Un soldat du Karabakh a été tué et deux autres blessés. Le journal Panorama signala des tirs du côté azéri le lendemain.